# سيال عصبي

النبضة العصبية

السيال العصبي أو النبض العصبي (بالإنجليزية: Nerve Impulse) هو الرسائل التي تنقلها الأعصاب من أعضاء الحس (أجهزة الاستقبال) إلى الجهاز العصبي المركزي ومن الجهاز المركزي إلى أعضاء الاستجابة. وتجري عملية النقل إما بالكهربائي(انظر جهد الفعل) أو بالتفاعلات الكيماوية بين الأعصاب، تقدر سرعة السيال العصبي في الأعصاب ب 70-120 متراً بالثانية أي ما يعادل 265 ميل في الساعة.
يتكون الجهاز العصبي من خلايا منفردة، تتعاون معاً لإنجاز وظائف معقدة، وتدعى هذه الخلايا العصبونات. إن السيال العصبي هو اللغة الوحيدة التي تتفاهم بها العصبونات والشكل الذي تترجم إليه أنواع المؤثرات جميعها التي تؤثر في الجسم، ينتقل السيال من خلية عصبية لأخرى من خلال الروابط الفجوية والتي هي عبارة عن قنوات دقيقة تسمح بسريان التيار من خلالها مباشرة وتكون هذه الطريقة أسرع مقارنة بالانتقال عبر التشابك الكيمياوي.

## نقل السيال العصبي
نقل السيال العصبي ظاهرة كهربائية ذات طبيعة كيميائية تمر خلالها الخلية العصبية بأربع حالات هي:-
1- الخلية العصبية في وضع الراحة.
2- التغيرات التي تحدث عند تنبيه الخلية العصبية.
3- كيفية انتقال السيال العصبى خلال الألياف العصبية.
4- كيف تعود الخلية العصبية أو الليفة العصبية إلى حالتها الأصلية.
في وقت الراحة يكون سطح الخلية الخارجي موجبا والداخلي سالبا هذه الحالة تعرف بالاستقطاب تنتج حالة الاستقطاب نتيجة لثلاثة أسباب هي:-
1- النفاذية الاختيارية للغشاء العصبي.
2- التوزيع غير المتكافئ للأيونات داخل وخارج الخلية العصبية.
3. مضخات الصوديوم والبوتاسيوم.

### النفاذية الاختيارية للغشاء العصبي
1- النفاذية الاختيارية غير المتساوية لأيونات الصوديوم والبوتاسيوم: فالغشاء العصبى أثناء الراحة أكثر نفاذية لأيونات البوتاسيوم إلى الوسط الخارجي 40 مرة عن أيونات الصوديوم للداخل وتستقر أيونات البوتاسيوم على سطح الخارجي للخلية مكسبه إياه شحنه موجبة.

### التوزيع غير المتكافئ للأيونات داخل وخارج الخلية
عند دراسة تركيز الأيونات داخل وخارج الخلية العصبية وجد أن في تركيز الأيونات خارج وداخل الخلية اختلاف حيث أن تركيز أيونات الصوديوم Na + خارج الخلية أكثر من تركيزه داخل الخلية بنسبة 15:1 مرة، وتركيز أيونات K+ داخل الخلية أكثر ثلاثون مرة عن تركيز في السائل المحيط بالخلية.
وكذلك تركيز الأيونات السالبة داخل الخلية العصبية مثل أيونات الكلور –C l والبروتينات المتأينة ذات الأوزان الجزيئية العالية والتي تحمل شحنات سالبة بتركيز على الناحية الداخلية للغشاء العصبى أعلى بكثير من تركيزها خارج الخلية العصبية حيث أن كمية الأيونات السالبة داخل الخلية العصبية تعادل كل الشحنات الموجبة وتتفوق عليها.
وهذا التوزيع غير المتكافئ للأيونات داخل وخارج الخلية العصبية ينشأ عنه فرق جهد يسمى فرق الجهد التأثيرى.

### فرق الجهد التأثيري
هو فرق الجهد بين سطح الخلية العصبية الخارجى الموجب والداخلى السالب الناتج عن التوزيع غير المتكافئ للأيونات داخل وخارج الخلية العصبية عند الاستقطاب ويساوى في وقت الراحة (- 70 مللى فولت).

### مضخات الصوديوم والبوتاسيوم
تعمل مضخات الصوديوم والبوتاسيوم على المحافظة على الثبات النسبي لهذا التوزيع حتى حدوث التنبيه ومرور السيال وعلى هذا تتراكم أيونات البوتاسيوم الموجبة خارج الغشاء أثناء الراحة تاركة البروتينات السالبة (والتى لاتستطيع عبور الغشاء لكبر حجمها) في الناحية الداخلية منه وكذلك أيونات الكلور – Cl.
ولا تتأثر الخلية الا إذا كان المؤثر كاف لاثارتها.
تحدث تغيرات في نفاذية غشاء الخلية مما يؤدى إلى اندفاع أيونات الصوديوم بكميات كبيرة إلى داخل الخلية وتندفع كميات من أيونات البوتاسيوم خارجها وذلك عن طريق ممرات أو قنوات في غشاء الخلية.
كمية الشحنات الموجبة التي تدخل الخلية تكفى لمعادلة كل الأيونات السالبة ويصبح داخل الخلية موجب وخارج الخلية سالب الشحنة
(عكس ما كان علية وقت الراحة) يطلق على هذه الحالة إزالة الاستقطاب ويصبح فرق الجهد حوالى +40 مللى فولت.
يعمل إزالة الاستقطاب كمنبه للمنطقة المجاورة من العصب فيحدث فيها تغيرات تشبة تماما التي ذكرت عند تنبية الخلية العصبية لأول مرة أي ان السيال العصبى ينتقل على هيئة موجات من ازالة الاستقطاب ثم عودته ثم ازالته وهكذا على طول الليفية العصبية.
- بمجرد ان يزول تأثير المنبه يعود الغشاء العصبى أكثر نفاذية لأيونات البوتاسيوم إلى للخارج عن أيونات الصوديوم للداخل40 مرة أي يفقد الغشاء نفاذيتة لأيونات الصوديوم وتزيد نفاذيتة لأيونات البوتاسيوم ويعود الغشاء لنفاذيتة السابقة قبل التنبيه (أي وقت الراحة).
- يعود التوزيع الأيوني غير المتكافئ على جانبي الغشاء إلى ما كانت عليه وقت الراحة أي عودة الاستقطاب هذا وتدعى ظاهرة اللاستقطاب (زوال الاستقطاب) من 70 مللى فولت إلى 40 مللي فولت ومن ثم العودة إلى 70 مللي فولت بجهد الفعالية.

### جهد الفاعلية
هو جهد غشاء الخلية العصبية الناتج عن حدوث الاستقطاب (-70 مللي فولت) ثم زوال الاستقطاب(+40 مللي فولت) ثم عودة الاستقطاب (من -70 مللي فولت إلى +40 مللي فولت) = 110 مللي فولت.
ويعتبر جهد الفعالية المتنقل بسرعة في الليفة العصبية الحافز أو السيال العصبي.

### فترة الامتناع أو الجموح
هي فترة زمنية قصيرة لا يستجيب فيها العصب لأي مؤثر مهما كانت قوته وتترواح بين (0.001 إلى 0.003 من الثانية) بعد إثارة العصب.
وفى هذه الفترة يستعيد الغشاء الخلوي خواصه الفسيولوجية ليمكنه نقل سيال عصبي جديد.

### سرعة السيال العصبي
تعتمد سرعة السيال العصبى من مكان لأخر على قطر الليفة العصبية حيث لوحظ ان الالياف العصبية كبيرة القطر (مغلفة بالميالين) مثل الألياف العصبية النخاعية تنقل السيالات العصبية بسرعة نحو 140 متر/ ثانية والألياف العصبية الرفيعة (غير المغلفة بالميالين) تنقل السيالات العصبية بسرعة 12متر/ ثانية.

### أنواع التشابك العصبي
1- تشابك عصبي بين خليتين عصبيتين.
2- تشابك عصبي بين خلية عصبية وليفة عضلية.
3- تشابك عصبي بين خلية عصبية وخلايا غدية.

### تركيب التشابك العصبي

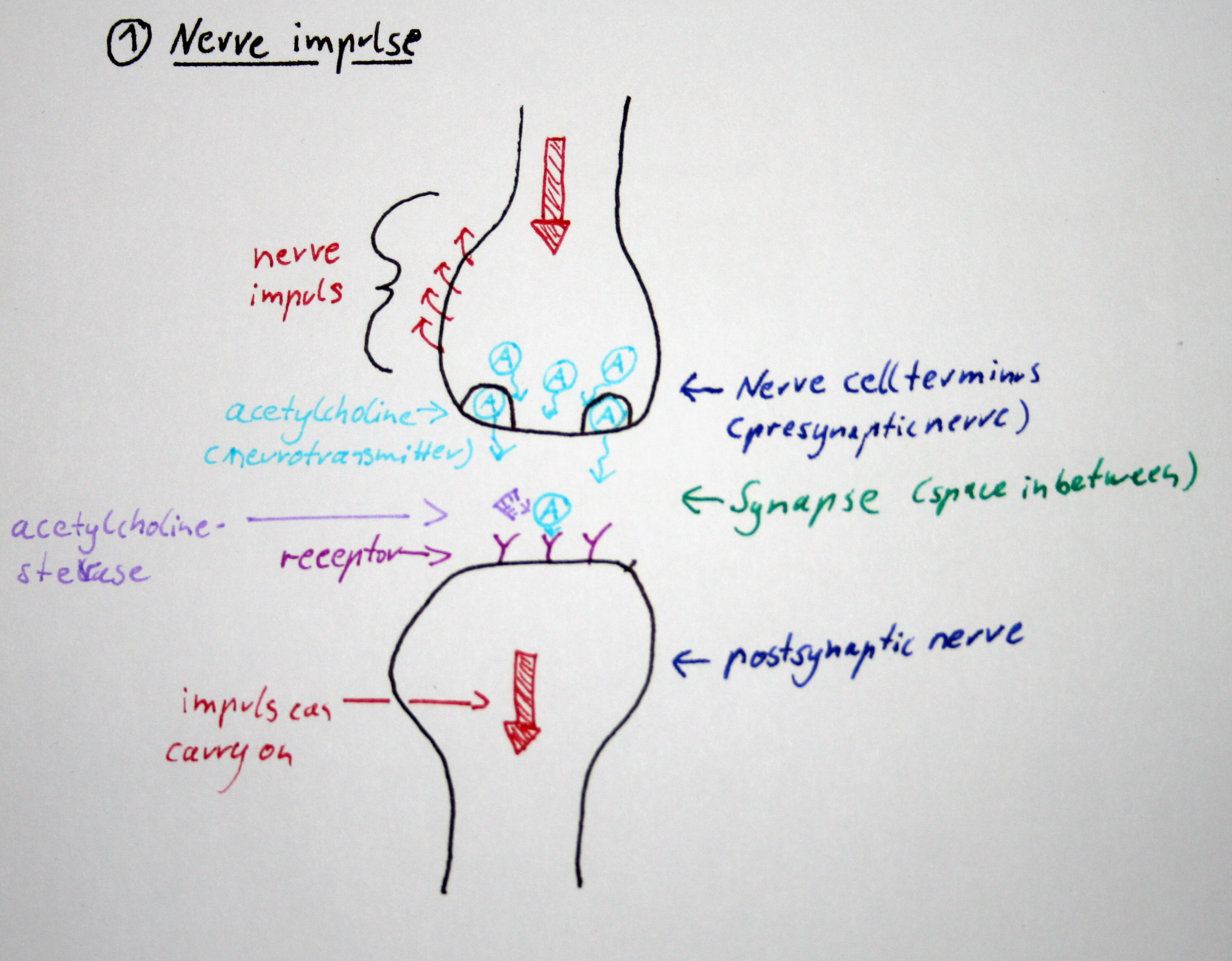
تركيب التشابك العصبي

تنتهي التفرعات النهائية للمحور بانتفاخات تعرف بالأزرار وتقع هذه الانتفاخات بالقرب من التفرعات الشجيرية للخلية العصبية التالية ويوجد بين هذه الانتفاخات والتفرعات الشجيرية للخلية العصبية المجاورة شق يسمى شق التشابك (شق التشابك: هو الشق المحصور بين الغشاء قبل التشابكي والغشاء بعد التشابكي).
ويحتوى الجزء المنتفخ على أكياس صغيرة تسمى حويصلات تشابكية تحوى بداخلها مواد كيميائية تسمى الناقلات الكيميائية مثل الأسيتيل كولين ونور إبنفرين وهذه المواد لها دور كبير في نقل السيال العصبي.

### خطوات نقل السيال العصبي
1- عند وصول السيال العصبى إلى الانتفاخات العصبية (الأزرار) تعمل مضخة الكالسيوم الموجودة في غشاء الخلية على إدخال أيونات الكالسيوم داخل الخلية فتسبب انفجار عدد كبير من الحويصلات العصبية فيتحرر منها الناقلات الكيميائية.
2- تسبح الناقلات الكيميائية عبر الشق التشابكى حتى تصل إلى الزوائد الشجيرية للخلية العصبية المجاورة.
3- عند وصول الناقلات الكيميائية إلى المستقبلات التي توجد على أغشية الزوائد الشجيرية تعمل على إثارة تلك الأغشية في نقطة الاتصال وتغير من نفاذية تلك الأغشية لأيونات الصوديوم والبوتاسيوم لإزالة استقطابها ويخلق ذلك سيالا عصبيا يعبر جسم الخلية العصبية ثم محورها إلى الخلية عصبية جديدة.
4- يعمل انزيم الكولين استيريز على تحطيم الاستيل كولين بعد عبوره إلى الزوائد الشجيرية كي يتوقف عمله ويعود الغشاء إلى حالته أثناء الراحة.